# Dolno Konjsko

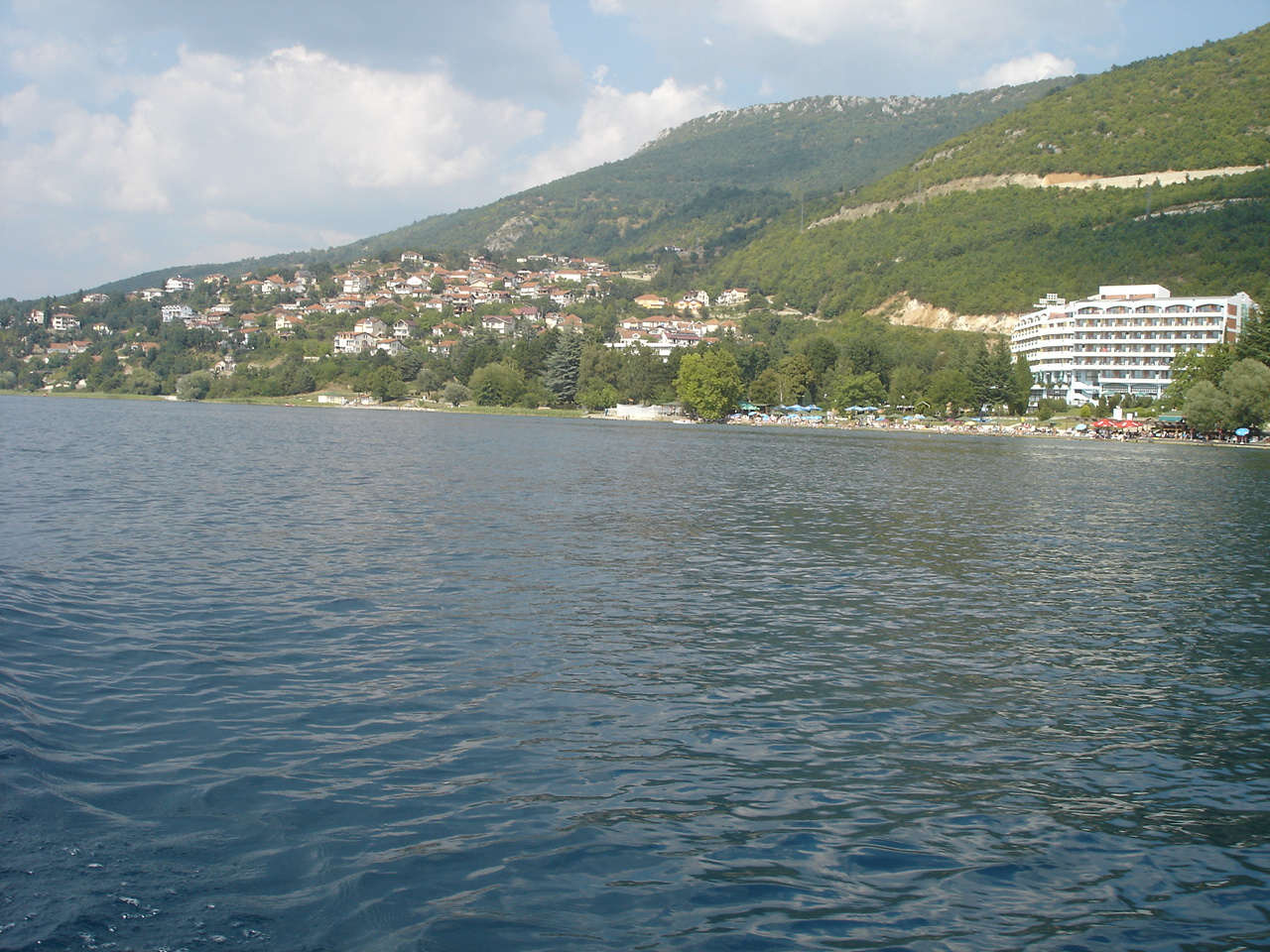
Dolno Konjsko

Dolno Konjsko (Macedonisch: Долно Коњско) is een dorp in de gemeente Ohrid in Noord-Macedonië. Konjsko ligt aan de oostelijke oever van het meer van Ohrid. Het ligt op ca. 8 km ten zuiden van Ohrid.
Dolno Konjsko - letterlijk vertaald beneden Konjsko - was een nederzetting aan het meer en groeide na de Tweede Wereldoorlog uit tot een volwaardig dorp. De inwoners van het dorp Gorno Konjsko verlieten hun huizen wegens watergebrek en vestigden zich aan de voet van de berg. Slecht enkele inwoners bleven achter in het hoger gelegen dorp, dat vandaag de dag slechts drie vaste inwoners telt. 
Dolno Konjsko heeft 551 inwoners en is voornamelijk gericht op toeristen, iets dat tot uitdrukking komt in het aantal hotels en aangeboden appartementen.